# Hartford, Michigan
Hartford är en stad i Van Buren County i delstaten  Michigan, USA.  År 2000 hade staden 2 476 invånare. Staden ligger i Hartford Township.